# 광지원초등학교
광지원초등학교는 대한민국 경기도 광주시에 있는 공립 초등학교이다.

## 학교 연혁
- 1922년 4월 1일: 사설 강습소 개설
- 1945년 3월 31일: 광지원국민학교 승격 개교

## 참고 자료
- 광지원초등학교 - 한국교육학술정보원 학교알리미